# Santa Cristina de Valmadrigal
Santa Cristina de Valmadrigal es un municipio y villa española de la provincia de León, en la comunidad autónoma de Castilla y León. Cuenta con una población de 273 habitantes (INE 2024), repartidos entre Santa Cristina de Valmadrigal y Matallana de Valmadrigal.

## Geografía

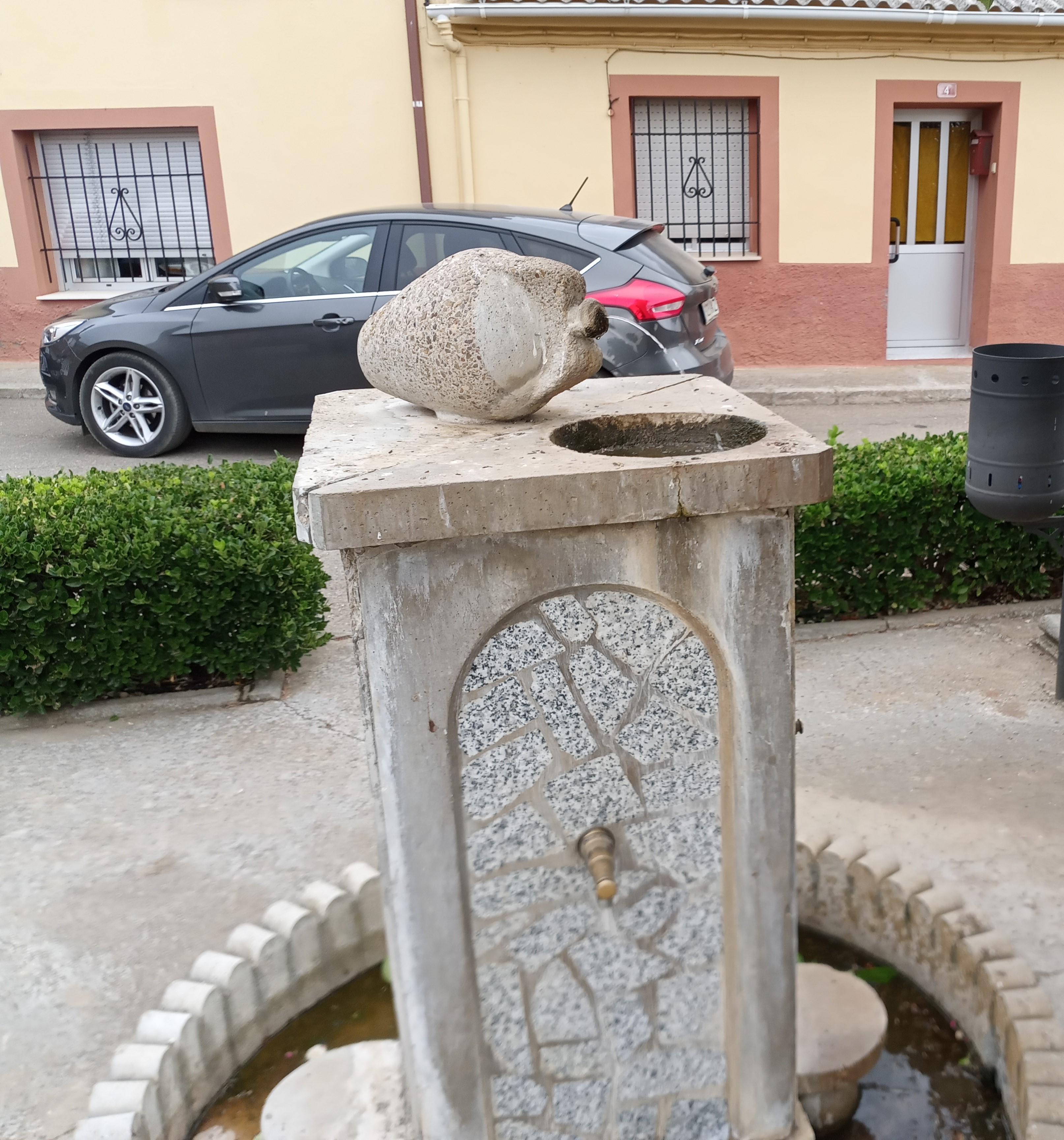
Botijo de fuente

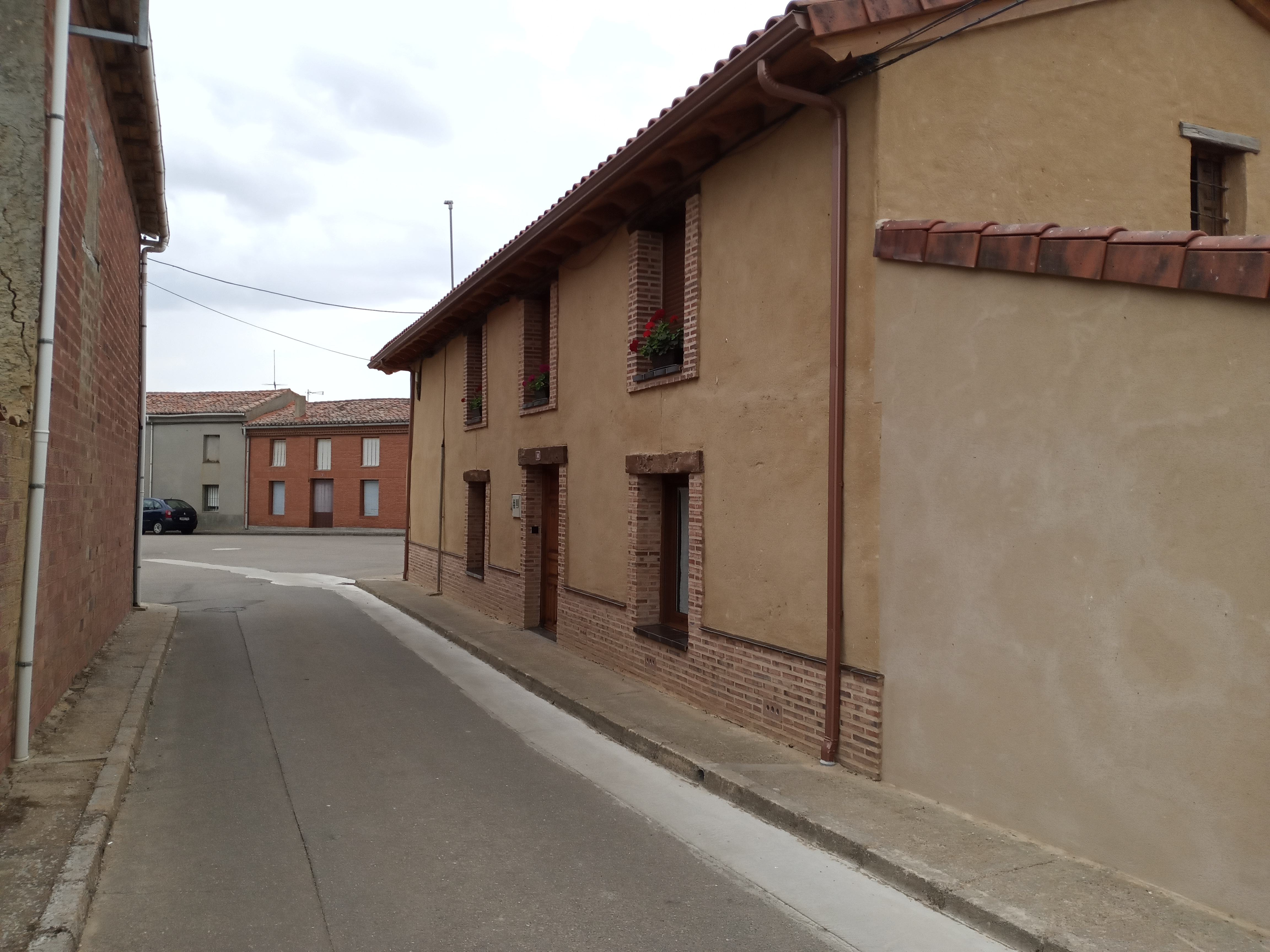
Callejuela

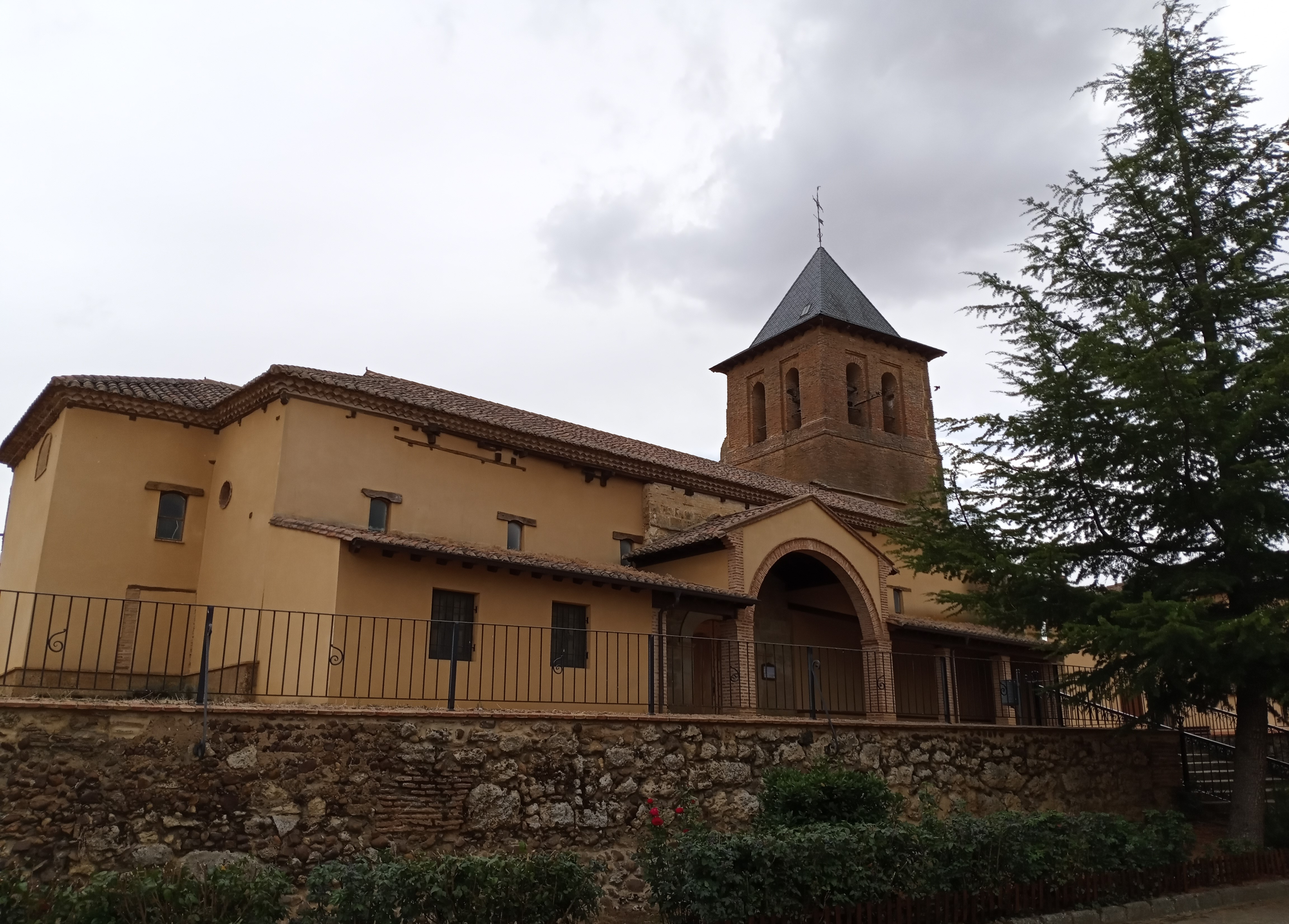
Iglesia

Se sitúa a 39 kilómetros de la capital leonesa. Su término municipal está atravesado por la carretera N-601, entre los pK 289 y 295.
El relieve del municipio se caracteriza por la transición entre la comarca de Los Oteros, con mayores pendientes, y la Tierra de Campos leonesa. Se trata de una altiplanicie árida con algunas elevaciones y pequeños arroyos, como el de Valmadrigal, que da nombre al municipio. La altitud del territorio oscila entre los 860 y los 811 metros, estando el pueblo a 816 metros sobre el nivel del mar.
| Noroeste: Santas Martas          | Norte: Villamoratiel de las Matas | Noreste: El Burgo Ranero                       |
| Oeste: Matadeón de los Oteros    |                                   | Este: Vallecillo y Castrotierra de Valmadrigal |
| Suroeste: Matadeón de los Oteros | Sur: Valverde-Enrique             | Sureste: Valverde-Enrique                      |

## Demografía
Cuenta con una población de 273 habitantes (INE 2024).
| Gráfica de evolución demográfica de Santa Cristina de Valmadrigal entre 1842 y 2021 |
| |
| Población de derecho según los censos de población del INE. Población de hecho según los censos de población del INE. En 1857 disminuye el término del municipio porque independiza a Matallana y Villamoratiel de las Matas. |